# سفارة تونس لدى جنوب إفريقيا
سفارة تونس لدى جنوب أفريقيا هي البعثة الدبلوماسية لجمهورية تونس لدى دولة جنوب أفريقيا، وتقع بالعاصمة بريتوريا.